# GURPS
GURPS è un regolamento generico di gioco di ruolo originariamente creato da Steve Jackson e pubblicato dalla Steve Jackson Games nel 1986, che è stato progettato specificatamente per essere un regolamento adattabile a qualunque ambientazione. Nel 1989 ha ricevuto l'Origins Award per le Migliori Regole per Gioco di Ruolo del 1988 e nel 2000 è stato inserito nella Hall of Fame di Origins. Ulteriori premi sono stati ricevuti dalle sue espansioni. La 3ª edizione venne tradotta in italiano dalla Das Productions.
Il nome è un acronimo inglese che significa "Sistema di Gioco di Ruolo Generico Universale": Generic Universal RolePlaying System.

## Meccaniche di gioco
Un personaggio di GURPS è definito dalle 4 "caratteristiche" ("forza", "destrezza", "intelligenza" e "costituzione") che rappresentano le sue capacità base, dalle "abilità" (le sue conoscenze e capacità in campi che possono andare dalle arti marziali alla conoscenza della storia antica al pilotare aerei da caccia), dai "vantaggi" (che rappresentano poteri o capacità che distinguono il personaggio dagli altri: uno stato sociale o economico particolarmente vantaggioso, conoscenze ed amici su cui contare, aspetto fisico particolarmente gradevole, etc.), dagli "svantaggi" (che rappresentano uno stato sociale o economico negativo, handicap fisici, nemici, segreti da nascondere, etc.), dalle "peculiarità" (svantaggi minori, o aspetti che individuano il personaggio distinguendolo dagli altri) e dai "perks" (vantaggi minori destinati ad avere un impatto di modesta entità sul gioco).
Alla creazione del personaggio ogni giocatore ha a disposizione un certo numero di "punti personaggio" con cui acquistare caratteristiche migliori, acquisire vantaggi o abilità. Accettando che il proprio personaggio abbia caratteristiche inferiori alla media, oppure svantaggi o peculiarità, si ricevono punti aggiuntivi da spendere. Il master, decidendo il numero di punti personaggio assegnati e l'accesso o meno a particolari vantaggi, svantaggi o abilità, stabilisce quali capacità possono avere i personaggi ed il loro generale livello di potere.
GURPS usa dadi tradizionali a sei facce. Il successo dell'azione compiuta da un personaggio dipende dal risultato del lancio di tre dadi. Se il totale ottenuto (più o meno eventuali modificatori secondo la situazione) è uguale o inferiore al valore dell'abilità o della caratteristica rilevante per l'azione, allora l'azione ha avuto successo: maggiore è il margine di differenza dal numero richiesto, maggiormente significativo è il successo o il fallimento del personaggio.

## Supplementi
GURPS è famoso per la varietà dei suoi supplementi: oltre al manuale base sono stati pubblicati decine e decine di supplementi che approfondiscono le regole base per descrivere meglio ambientazioni particolari, aggiungendo nuove regole o descrivendo come ricreare particolari ambientazioni. Questi manuali (soprattutto quelli dedicati ad ambientazioni generiche piuttosto che a regole specifiche) sono in genere mirati a descrivere le possibili varianti di un'ambientazione, guidando il master a crearne una propria piuttosto che definire un'ambientazione specifica. Per esempio GURPS Space discute vari e possibili tipi di governo immaginati dagli scrittori di fantascienza, le possibilità di movimento più veloce della luce e le loro conseguenze, ecc. piuttosto che dare un'ambientazione prefabbricata al game master.
A dimostrazione della versalità del sistema GURPS è stato usato anche per manuali dedicati ad ambientazioni specifiche (molte licenze tratte da cicli di fantascienza/fantasy: Uplift di David Brin, Witch World di Andre Norton, Mondo Disco di Terry Pratchett, il Ciclo dei Vor di Lois McMaster Bujold), un'intera linea di manuali dedicati ad una delle incarnazioni del gioco di ruolo Traveller, una propria ambientazione fantasy, una versione di Vampiri: la masquerade, ecc.

## Edizioni
- 1977 viene pubblicato dalla Metagaming il primo modulo (Melee) del gioco da tavolo The Fantasy Trip. È un regolamento di combattimento tra miniature su mappa esagonale le cui regole però sono il nucleo del sistema di combattimento di GURPS.
- 1984 La Steve Jackson Games pubblica Man-to-Man che raccoglie quelle che saranno le regole di combattimento della prima edizione di GURPS.
- 1986 GURPS Basic Set prima edizione.
- 1987 GURPS Basic Set seconda edizione.
- 1988 GURPS Basic Set terza edizione.
- 1994 GURPS Basic Set terza edizione revised (l'avventura introduttiva è stata rimossa dal manuale per lasciare posto ad alcune regole aggiuntive).
- 2004 GURPS Basic Set quarta edizione.

In italiano è stata pubblicata nel 1992 la traduzione della terza edizione a cura di Das Production/I Giochi dei Grandi. Sono stati inoltre tradotti sei supplementi: Arti Marziali, Cyberpunk, Fantasy, Conan, Spazio e Magia. La traduzione di Supereroi venne annunciata ma non pubblicato. Nel 2006 venne annunciata la traduzione della quarta edizione, ma anche in questo caso non venne effettuata.